# Salvador Guardia
Salvador Guardia Ramos, o "Salva Guardia", es un exbaloncestista español de 2,06 m de altura y 107 kg. Destacó en el Baloncesto Fuenlabrada, equipo en el que jugó 11 temporadas.

## Biografía
Nacido en Valencia el 18 de mayo de 1974, comenzó a jugar a baloncesto en el colegio Juan XXIII de Burjasot, para pasar después por las categorías inferiores del A.D San José, Ferrys Llíria y el CAI C.B. Zaragoza. Debutó en la máxima liga del baloncesto profesional, la ACB, en el año 1992, con el que entonces era el Natwest Zaragoza.
El Grupo AGB Huesca fue el equipo en el que jugó la temporada anterior de llegar a Fuenlabrada. Da la casualidad de que el equipo madrileño, compró la plaza que ocupaba en la ACB el conjunto aragonés, trasladándose la franquicia a Fuenlabrada, por lo que se contó con el pívot valenciano para la primera temporada de los fuenlabreños en la ACB.
Tras cinco temporadas, la carrera de Guardia cambió de aires y puso rumbo a Sevilla, donde jugó en el Caja San Fernando desde el 2001 hasta mediados de 2003, año en el que fue "cortado" por el conjunto hispalense y pasó a engrosar las filas del CB Granada hasta final de temporada.
En el verano de 2003 se confirma su regreso al Jabones Pardo Fuenlabrada. Su primera temporada tras el periplo andaluz se saldó con el descenso del equipo a la liga LEB, pero la estancia en el "infierno" fue efímera, ya que justo una temporada después de haberse producido la pérdida de categoría, el equipo retornó a la liga ACB.
La temporada 2006-07 fue la novena que Guardia disputó con el Baloncesto Fuenlabrada y según su contrato permanecería una más; durante la temporada 2007-08, Guardia fue capitán del AltaGestión Fuenlabrada, una vez que Francesc Solana anunciara su retirada de las canchas.
En la temporada 2008/2009 fichó por el Iurbentia Bilbao Basket al no acudir al derecho de tanteo el AltaGestión Fuenlabrada
En la temporada 2009/2010, al inicio de la segunda vuelta (enero de 2010) deja el Bizkaia Bilbao Basket, ante las escasas oportunidades de disponer minutos en cancha, para fichar de nuevo por su club de siempre: el  Alta Gestión Fuenlabrada.
El 1 de mayo de 2011, y militando en las filas de Baloncesto Fuenlabrada el jugador anuncia en rueda de prensa ante 70 personas entre las que estaban aficionados, miembros de peñas, prensa, familiares y toda la plantilla del club, que deja el baloncesto en activo a la conclusión de la temporada, dándose este hecho el día 22 de mayo de 2011, tras el 2.º partido de Play Off que enfrentó a su último equipo, Baloncesto Fuenlabrada ante el Real Madrid.

## Trayectoria
- AD San José. Categorías inferiores.
- Ferrys Llíria. Categorías inferiores.
- 1991-92 C.B. Zaragoza Junior.
- 1992-93 CB Conservas Daroca.
- 1992-93 Banco Natwest Zaragoza. Juega un partido.
- 1993-94 CB Salamanca.
- 1994-95 Vino de Toro Zamora.
- 1995-96 AGB Huesca
- 1996-01 Baloncesto Fuenlabrada
- 2001-03 Caja San Fernando
- 2002-03 Caja San Fernando-CB Granada
- 2003-08 Baloncesto Fuenlabrada
- 2008-09 Bizkaia Bilbao Basket
- 2009-10 Bizkaia Bilbao Basket-Baloncesto Fuenlabrada
- 2010-11 Baloncesto Fuenlabrada

## Títulos y nominaciones

### Títulos
- Campeón Liga LEB con Baloncesto Fuenlabrada en la temporada 1997-1998.
- Campeón Liga LEB con Baloncesto Fuenlabrada en la temporada 2004-2005.
- Campeón de Copa Príncipe con Baloncesto Fuenlabrada en la temporada 2004-2005.
- Medalla de Oro en los Juegos Mediterráneos de Túnez 2001.

### Nominaciones
- Jugó el All Star de Málaga 2001.
- “MVP, Jugador con más crédito Barclaycard de la 16ª jornada” 2007-2008

## Récords ACB
- Puntos: 29 en la jornada 16 de la temporada 2007-2008.
- Rebotes: 17 en la jornada 27 de la temporada 2002-2003.
- Asistencias: 5 en la jornada 9 de la temporada 2001-2002.
- Valoración: 34 en la jornada 16 de la temporada 2007-2008.
- Jugador que más rebotes ofensivos ha capturado: 13 (jornada 27 de la temporada 2002-2003)